# Troligt (tidskrift)
Troligt är en tidskrift utgiven av Svenska Kyrkans Unga sedan 2006. Den skickas gratis till alla medlemmar i organisationen och utkommer fyra gånger per år.
Tidningen innehåller allt från reportage och nyheter till intervjuer och pyssel. Troligt har en hemsida på www.troligt.org där man bland annat kan läsa tidningen i PDF-form med tillhörande ledarhandledningar. Tidningens sista nummer gavs ut 2015.